# Arhitektura u 1877.
◄◄ | ◄ | 1874. | 1875. | 1876. | 1877.  | 1878. | 1879. | 1880. | ► | ►►
Arhitektura • Astronomija • Biologija • Film • Fotografija • Glazba • Kazalište • Kemija • Kiparstvo • Knjige • Književnost • Kršćanstvo • Meteorologija • Medicina • Planinarstvo • Politika • Pravo • Promet • Slikarstvo • Šport • Znanost • Željeznički promet
Arhitektura u 1877.

## Hrvatska i u Hrvata

### Zgrade i druge građevine
- pravoslavna Crkva sv. Blagovijesti u Dubrovniku, završetak gradnje
- pravoslavna Crkva sv. Prokopija u Rajevom Selu, završetak gradnje

## Vanjske poveznice
|  | Zajednički poslužitelj ima još gradiva o temi Arhitektura u 1870-im |